# Олеся Шляхтич
Олеся Шляхтич (англ. Olesya Shlyakhtych, нар.16 липня 1995, Київ) — українська танцюристка, хореографка та режисерка-постановниця, засновниця модерн-балету OSDC Dance Company. Заслужена діячка мистецтв України.

## Професійна діяльність
2014 р. Заснувала театр танцю OSDC, керівницею та режисеркою-постановницею якого є і на даний момент. Поштовхом до цього кроку стало бажання створити якісний український модерн-балет, який достойно інтегрується в світовий авангард, і створити осередок формування національної свідомості як всередині, так і ззовні концертної діяльності. За основу побудови театру був взятий театр Березіль, що у Троїцькому народному домі (нині театр Оперети) під керівництвом Леся Курбаса став еталоном Театру Розуму. Адже плекаючи мову, загартовуючи національну ідею у строгості та дисципліні, формується унікальна призма, через яку, переломлюючи сучасність, можна гідно творити майбутнє. Підтвердженням того є факт, що лекції артистам читав сам Симон Петлюра.
- 2014 р. прем'єра першого спектаклю «Sold», що пройшла у Національному Культурному центрі ім. Леся Курбаса під керівництвом О. Д. Чайки
- 2015 р. прем'єра спектаклю "Чужі листи " у малому концертному залі Національного Палацу мистецтв Україна
- 2016 р. прем'єра 3D спектаклю за мотивами драми-феєрії Лесі Українки «LISOVA…» у Київському планетарії
- 2017 р. прем'єра хорео-мініатюри «БІТ» у Малому академічному театрі
- 2018 р. передпрем'єрний показ музичного-хореографічного перформансу "ДІМ. В мій Дім вхід невільний ! " у Київському планетарії
- 2018 р. відкриття фестивалю сучасного мистецтва у (м. Кропивницький), там же отримано нагороду «Герої серед нас»
- 2018 р. колаборація з оркестром NAONI у музичному фентезі-шоу «Володарі стихій». Перший хореограф-постановник, що у віці 23-х років показала свій спектакль на сцені Національної опери України
- 2019 р. Повномасштабна прем'єра найпатріотичнішого модерн-балету «Domum» у Жовтневому палаці
- 2019 р. Повномасштабна прем'єра найпатріотичнішого модерн-балету «Domum» у Жовтневому палаці
- 2019 р. Прем'єра кольорово-кінетичного перформансу «Катехізис»
- 2019 р. Тренерка танцювальних майстер-класів "Dance Explorers"
- 2020 р.  Авторка ідеї, режисерка та акторка першого українського фільму-балету "LISOVA… "
  - 2021 р. Прем'єра вистави «Feuille D'or» — поєднання живого оркестру та модерн-балету разом із оркестром «La Virgola» (Диригент Назар Якобенчук).
  - 2024 р. Прем'єра двоактної вистави "DOMUM" за участі оркестру, хору та балету національного заслуженого академічного українського народного хору України імені Григорія Верьовки на сцені Національного академічного драматичного театру ім. Івана Франка.
  - 27 жовтня 2024 р. - премʼєра одноактного балету «Кассандра» за мотивами однойменної драматичної поеми Лесі Українки у Національній опері України за підтримки Українського культурного фонду.
  - 27 жовтня 2024 р.- премʼєра одноактного балету «Мойсей» за однойменною поемою Івана Франка у Національній опері України за підтримки Українського культурного фонду.

## Освіта та досягнення
- 2006—2011 рр. хореографічна школа при Національному заслуженому ансамблі танцю ім. Павла Вірського
- 2012—2018 рр. Національний медичний університет ім. О. О. Богомольця другий медичний факультет
- 2013—2014 рр. здобувала стаж «Artiste de ballet» у Франції м. Париж у трупі Меггі Богарт — учениці Марти Грем, засновниці сучасного балету
- 2014 рік заснувала Театр модерн балету OSDC (Olesya Shlyakhtych Dance Company)
- 2015—2019 рр. КИЇВСЬКИЙ НАЦІОНАЛЬНИЙ УНІВЕРСИТЕТ ТЕАТРУ, КІНО І ТЕЛЕБАЧЕННЯ імені І. К. Карпенка-Карого за фахом «Режисура драматичного театру»
- 2010 р. Срібний призер Всесвітніх Дельфійських ігор  (аналог олімпійських у сфері фольклорного мистецтва).
- 2021 р. Золотий призер за найкращу режисерську роботу на міжнародному британському конкурсі «Юнеско» (за роботу «Лісова пісня»)
- 2021 р. Золотий призер за найкращу хореографію на міжнародному британському конкурсі «Юнеско» (за виставу «Feuille Dor»)
- 2021 р. Срібний призер у номінації «модерн» на міжнародному британському конкурсі «Юнеско» (за виставу «Domum»)